# Johann Philipp Harrach
Johann Philipp Harrach (Vienna, 22 ottobre 1678 – Vienna, 8 agosto 1764) è stato un generale e diplomatico austriaco.

## Biografia

### La famiglia
Johann Joseph Philipp von Harrach era membro dell'antica famiglia boema degli Harrach. Suo padre Ferdinand Bonaventura I von Harrach (1637 - 1706) era stato un personaggio di rilievo durante il regno dell'imperatore Leopoldo I del Sacro Romano Impero e un'importante diplomatico austriaco che avviò la costruzione di Palazzo Harrach a Vienna e a Rohrau. Suo fratello Franz Anton von Harrach (1665-1727) divenne vescovo di Vienna nel 1702 e arcivescovo di Salisburgo dal 1712. Un altro suo fratello fu Aloys Thomas Raimund von Harrach, viceré austriaco di Napoli.

### La carriera
Johann Philipp entrò nell'esercito imperiale austriaco ai tempi della guerra di successione spagnola. Combatté nella battaglia di Cassano d'Adda (16 agosto 1705) come comandante di un reggimento di fanteria. Come generale combatté con distinzione nella battaglia di Calzinato (17 aprile) nel 1706. Durante la ritirata tenne testa all'avanzata dell'esercito francese con il suo reggimento "von Herberstein" e sei compagnie di granatieri a Chiesebrücke, riuscendo a contrastare il nemico che minava la sua posizione. Dopo la vittoria dell'assedio di Torino (7 settembre 1706) che combatté a fianco del principe Eugenio di Savoia, quest'ultimo lo inviò a Vienna con la notizia della vittoria, segnalando altresì i suoi meriti nella campagna militare.
Nel 1708 l'Harrach venne promosso a tenente feldmaresciallo, rimanendo sul campo sino alla firma della pace di Utrecht, combattendo nella battaglia di Mons del 1709, nel Delfinato dal 1711 al 1712 e nella Foresta Nera nel 1713.
Nel 1716 combatté col grado di Feldzeugmeister nella battaglia di Petervaradino (5 agosto) contro i turchi di nuovo sotto il comando del principe Eugenio di Savoia. Prese parte nel 1717, alla conquista di Belgrado (22 agosto).
Nel 1723 Harrach venne promosso feldmaresciallo e nel 1739 l'imperatore Carlo VI lo nominò presidente del Consiglio di guerra di Corte, carica che mantenne fino al 1762.
Johann Philipp von Harrach morì l'8 agosto 1764 all'età di 85 anni a Vienna e venne sepolto nella chiesa locale dell'Ordine Teutonico.

## Ascendenza
|                                   |                           |                                   | Genitori                        |  |  | Nonni |  |  | Bisnonni         |  |  | Trisnonni            |  |
|                                   |                           |                                   |                                 |  |  |       |  |  | Karl von Harrach |  |  | Leonhard von Harrach |  |
|                                   |                           |                                   |                                 |  |  |       |  |  | Karl von Harrach |  |  | Leonhard von Harrach |  |
|                                   |                           | Marie Jakobe von Hohenzollern     |                                 |  |  |       |  |  | Karl von Harrach |  |  |                      |  |
| Otto Friedrich von Harrach        |                           |                                   |                                 |  |  |       |  |  | Karl von Harrach |  |  |                      |  |
|                                   |                           | Maria Elisabeth von Schrattenbach | Maximilian von Schrattenbach    |  |  |       |  |  |                  |  |  |                      |  |
|                                   |                           | Maria Elisabeth von Schrattenbach | Maximilian von Schrattenbach    |  |  |       |  |  |                  |  |  |                      |  |
|                                   |                           | Maria Elisabeth von Schrattenbach | Anna von Grasswein              |  |  |       |  |  |                  |  |  |                      |  |
| Ferdinand Bonaventura von Harrach |                           | Maria Elisabeth von Schrattenbach |                                 |  |  |       |  |  |                  |  |  |                      |  |
|                                   |                           | Camillo II Gonzaga                | Alfonso I Gonzaga               |  |  |       |  |  |                  |  |  |                      |  |
|                                   |                           | Camillo II Gonzaga                | Alfonso I Gonzaga               |  |  |       |  |  |                  |  |  |                      |  |
|                                   |                           | Camillo II Gonzaga                | Vittoria di Capua               |  |  |       |  |  |                  |  |  |                      |  |
| Lavinia Maria Tecla Gonzaga       |                           | Camillo II Gonzaga                |                                 |  |  |       |  |  |                  |  |  |                      |  |
|                                   |                           | Maria Caterina d'Avalos           | Alfonso Felice d'Avalos         |  |  |       |  |  |                  |  |  |                      |  |
|                                   |                           | Maria Caterina d'Avalos           | Alfonso Felice d'Avalos         |  |  |       |  |  |                  |  |  |                      |  |
|                                   |                           | Maria Caterina d'Avalos           | Lavinia Feltria Della Rovere    |  |  |       |  |  |                  |  |  |                      |  |
| Johann Philipp von Harrach        |                           | Maria Caterina d'Avalos           |                                 |  |  |       |  |  |                  |  |  |                      |  |
|                                   | Georg Sigmund von Lamberg | Sigismund von Lamberg             |                                 |  |  |       |  |  |                  |  |  |                      |  |
|                                   | Georg Sigmund von Lamberg | Sigismund von Lamberg             |                                 |  |  |       |  |  |                  |  |  |                      |  |
|                                   | Georg Sigmund von Lamberg | Siguna Eleonore Fugger            |                                 |  |  |       |  |  |                  |  |  |                      |  |
| Johann Maximilian von Lamberg     | Georg Sigmund von Lamberg |                                   |                                 |  |  |       |  |  |                  |  |  |                      |  |
|                                   |                           | Johanna von der Leiter            | Hans Warmund von der Leiter     |  |  |       |  |  |                  |  |  |                      |  |
|                                   |                           | Johanna von der Leiter            | Hans Warmund von der Leiter     |  |  |       |  |  |                  |  |  |                      |  |
|                                   |                           | Johanna von der Leiter            | Elisabeth von Thurn             |  |  |       |  |  |                  |  |  |                      |  |
| Johanna Theresia Lamberg          |                           | Johanna von der Leiter            |                                 |  |  |       |  |  |                  |  |  |                      |  |
|                                   |                           | Georg Würben                      | Ignaz Würben                    |  |  |       |  |  |                  |  |  |                      |  |
|                                   |                           | Georg Würben                      | Ignaz Würben                    |  |  |       |  |  |                  |  |  |                      |  |
|                                   |                           | Georg Würben                      | Rebecca Würben                  |  |  |       |  |  |                  |  |  |                      |  |
| Judith Rebecca Würben             |                           | Georg Würben                      |                                 |  |  |       |  |  |                  |  |  |                      |  |
|                                   |                           | Helene Bruntálsky z Vrbna         | Albrecht Bruntálsky z Vrbna     |  |  |       |  |  |                  |  |  |                      |  |
|                                   |                           | Helene Bruntálsky z Vrbna         | Albrecht Bruntálsky z Vrbna     |  |  |       |  |  |                  |  |  |                      |  |
|                                   |                           | Helene Bruntálsky z Vrbna         | Johanna Sedlnitzky von Choltitz |  |  |       |  |  |                  |  |  |                      |  |
|                                   |                           | Helene Bruntálsky z Vrbna         |                                 |  |  |       |  |  |                  |  |  |                      |  |